# Ashton (restaurant)
Pour les articles homonymes, voir Ashton.
Ashton (stylisé ashton; anciennement Chez Ashton jusqu'en 2023) est une chaîne de restauration rapide qui se retrouve seulement dans la région immédiate de Québec (Québec, Canada). Elle se spécialise dans les variétés de poutines et les sandwich au rosbif, mais offre aussi hamburgers et hot-dogs.

## Histoire
Le premier restaurant Chez Ashton fut créé lorsque le fondateur, Ashton Leblond, alors âgé de 21 ans, acheta son premier casse-croûte en 1969 à Québec. Pour 5 000 dollars canadiens, il fit l'acquisition d'un « stand à patates frites » au coin du boulevard Wilfrid-Hamel et de la rue Notre-Dame. On retrouve au menu frites, hamburgers, hot-dogs et pains à la viande. La compétition étant dure, c'est pour se démarquer en 1972 qu'y fut servi pour la première fois la poutine, qui, ayant été inventée à la fin des années 1950 dans le Centre-du-Québec, n'est pas encore très connue à cette époque dans la région de Québec. En 1976, le premier restaurant de la chaîne avec salle à manger ouvre ses portes près du site originel, sur le boulevard Wilfrid-Hamel à L'Ancienne-Lorette. En décembre 1980, Ashton Leblond, avec la contribution de son associé Claude Hébert, ouvre un deuxième restaurant sur le boulevard Sainte-Anne dans l'ancienne ville de Beauport. Claude Hébert y apporte l’idée d’inclure sur le menu le sandwich au rosbif inspiré du menu d'une chaîne américaine qui, après quelques années, devient la marque de commerce du restaurant avec la poutine. Les années 1980 sont propices à l'ouverture de plusieurs restaurants.
La chaîne est également connue pour son offre promotionnelle du mois de janvier : elle offre un pourcentage de réduction sur le prix de sa poutine égal à la température la plus froide prévue par Environnement Canada pour la journée (minimum de 10 % de rabais).
Elle compte au total 24 restaurants à Québec, Lévis, Sainte-Marie et Saint-Georges. Deux restaurants ont déjà été ouverts dans la région de Montréal, mais ceux-ci ont fermé peu de temps après.
En mars 2022, il a été annoncé que le fondateur de la chaîne, Ashton Leblond, a vendu son entreprise à deux entrepreneurs de Saint-Raymond dans Portneuf, Émily Adam et Jean-François Lirette. Ils sont propriétaires de trois franchises de la chaîne Harvey's dans la région de Québec et du restaurant Ti-oui de Saint-Raymond.
En novembre 2023, Chez Ashton devient ashton. Les nouveaux propriétaires ont dévoilé la nouvelle image de marque de la chaîne de restauration rapide. Le restaurant Rue Marais à Québec est le premier à ouvrir sous la nouvelle image de marque. Le même mois, Adam et Lirette achètent le populaire établissement de poutine de Montréal La Banquise.

## Spécialités
- Poutine
- Hamburger
- Sandwich au rosbif
- Mélange expo : le mélange expo est fait de poivrons, d'oignons et de tomates. Son nom vient d'Expo Québec, mais la spécialité est offerte toute l'année. Ce mélange peut accompagner les hot-dogs, hamburgers, assiettes en sauces et autres...
- Hot-dog du Lac : hot-dog garni de chou, mayonnaise et quelques frites. Il s'agit d'une recette importée de la région du Lac-Saint-Jean.
- Poutine de Noël : incluant cette fois-ci le mélange expo, fait de poivrons vert, d'oignons et de tomates, pour faire le lien avec les couleurs traditionnelles de Noël.

## Hommages
Un livre sur l'histoire du fondateur, Ashton Leblond et de son entreprise, a été publié aux Éditions Le Dauphin Blanc en 2016.

## Galerie

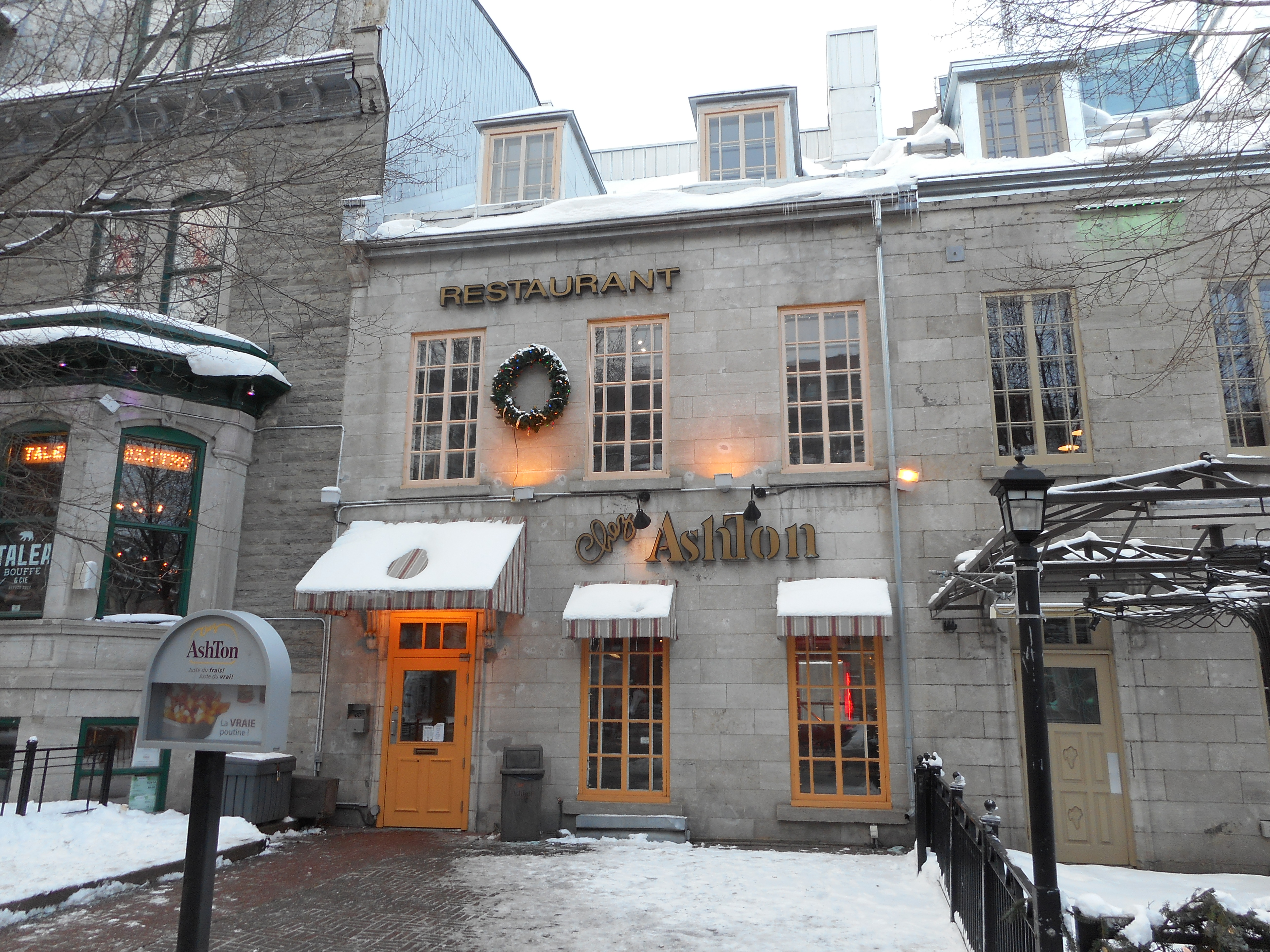
Ancienne succursale sur la Grande Allée
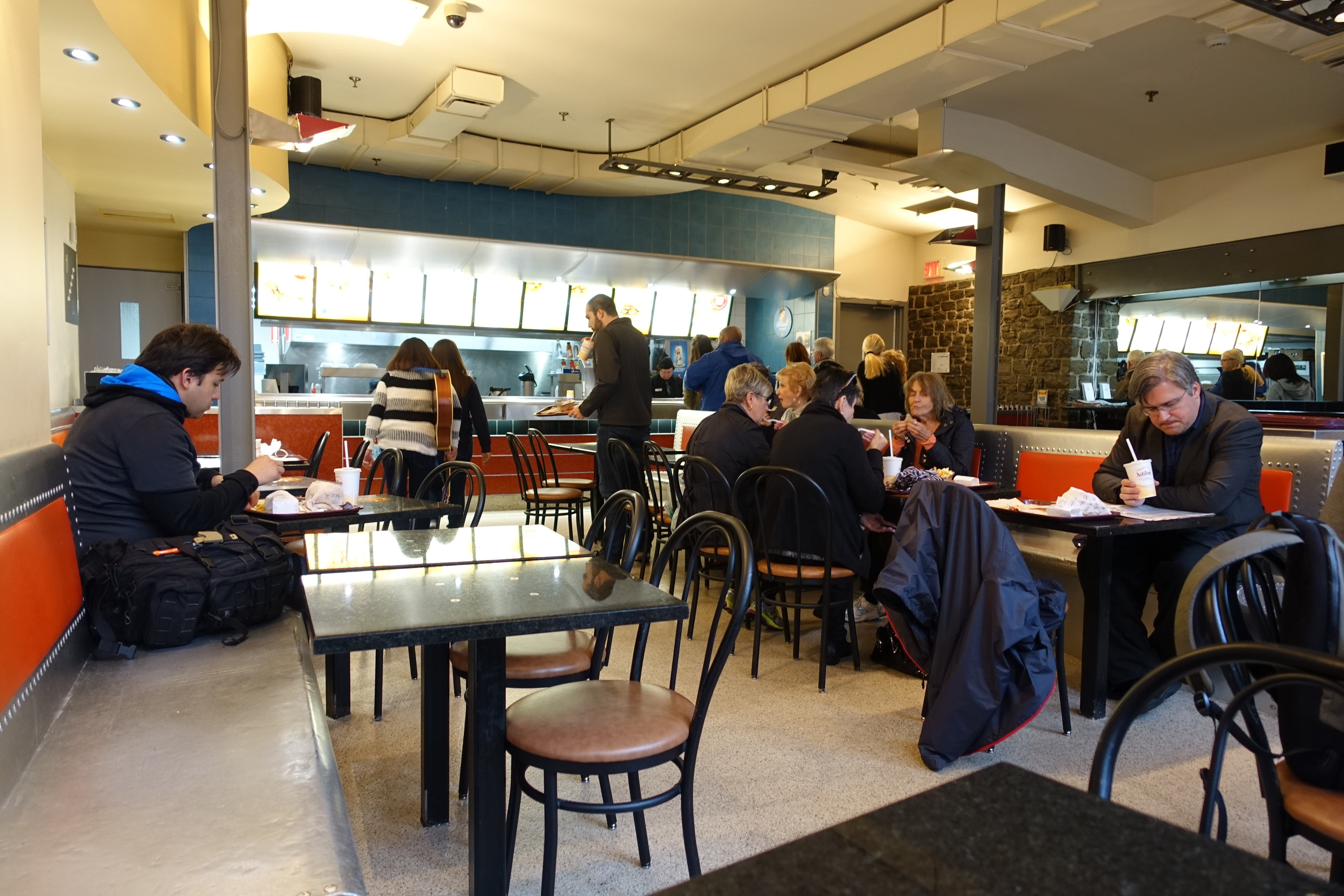
Intérieur de la succursale côte du Palais
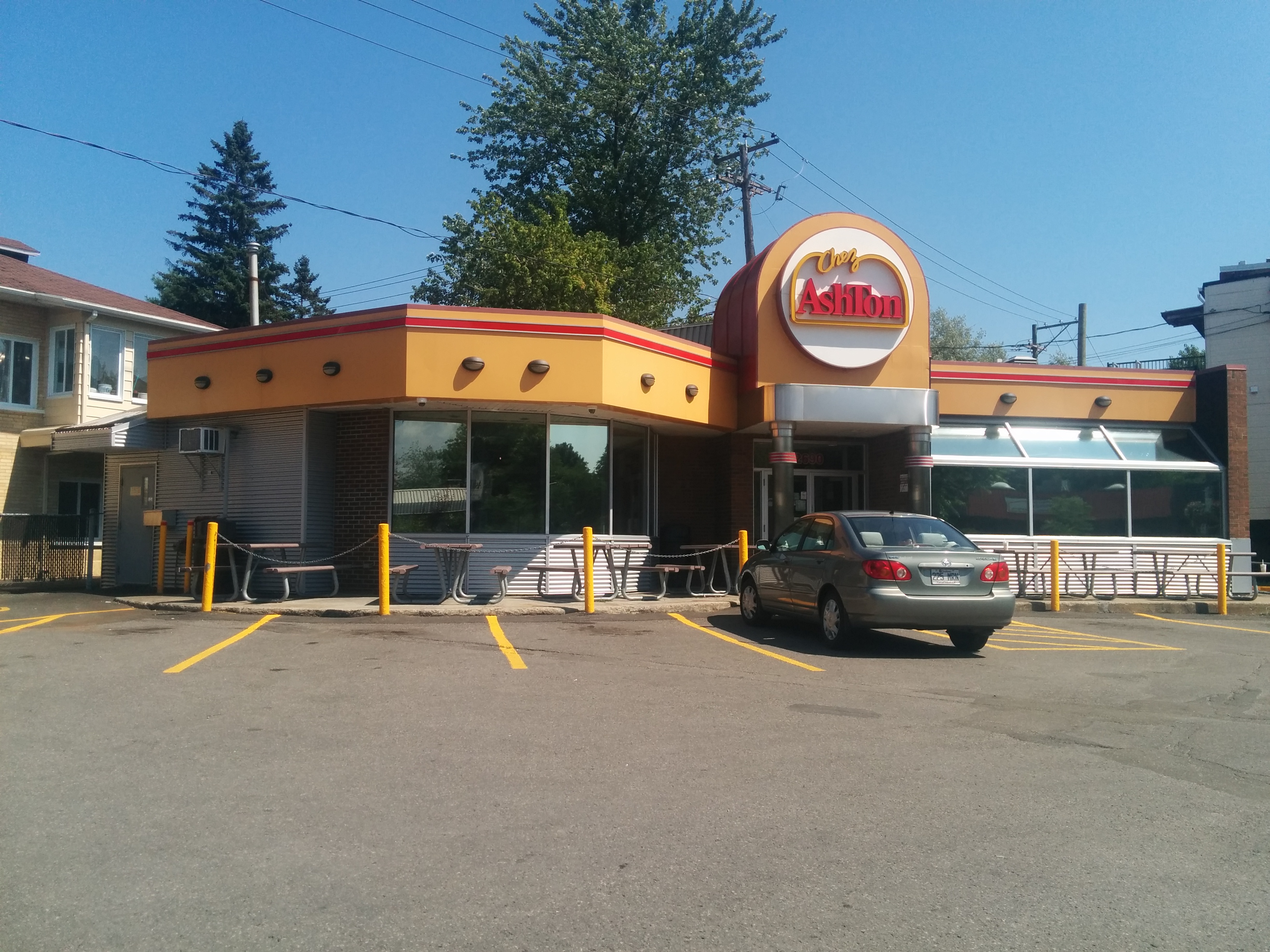
Succursale 1re Avenue
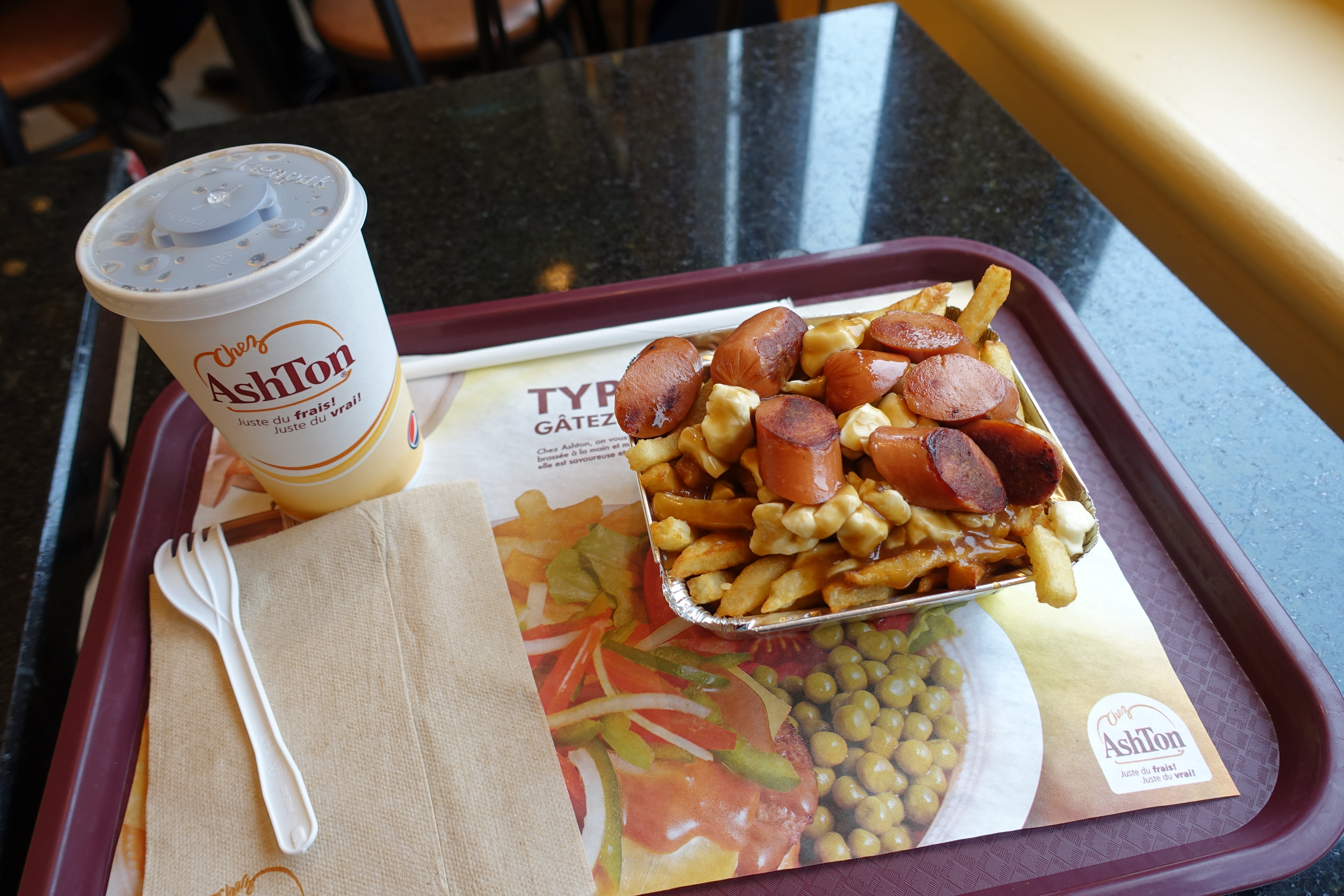
«Mini poutine saucisse »